# Картахена, Хуан де
Хуан де Картахена (исп. Juan de Cartagena) (умер ок. 1520) — испанский счетовод, участник экспедиции Фернандо Магеллана в поисках Западного морского пути к Островам Пряностей, оказавшейся первым в истории кругосветным путешествием.

## Происхождение
Картахена был племянником или незаконнорожденным сыном архиепископа Хуана Родригеса де Фонсеки, влиятельного руководителя Каса-де-Контратасьон, регулировавшего взаимоотношения Испании с её американскими колониями.

## Плавание Магеллана
Обученный как счетовод, Картахена не имел моряцкого опыта. Несмотря на это, он использовал влияние Фонсеки, чтобы получить назначение на должность генерального инспектора (Veedor General) Магеллановой Молуккской Армады с полномочиями курировать финансовые и торговые операции экспедиции. Испанский король Карл V также приказал Картахене отчитываться ему об экспедиции напрямую, а не через капитан-генерала Магеллана. Эта раздвоенная ответственность могла стать источником трудностей во время последующего плавания.
В знак признания влияния Картахены и для того, чтоб угодить его покровителям, Магеллан назначил его капитаном крупнейшего корабля экспедиции, Сан-Антонио, с подчинением только Магеллану как капитан-генералу флота.
Трения между Картахеной и Магелланом начались сразу, как только флот покинул Испанию. В совещаниях капитанов Картахена регулярно выступал против навигационных решений Магеллана и отказывался приветствовать своего начальника, когда того требовал обычай. После того, как шторм задержал флот к югу от Тенерифе, стало необходимо нормировать питание; Картахена воспользовался этой возможностью, чтобы публично критиковать Магеллана и предположить, что он не компетентен командовать. Магеллан немедленно распорядился его арестовать, освободить от капитанской должности и заточить на борту Виктории в течение оставшегося плавания в Южную Америку.

### Мятеж
Картахена оставался в плену до тех пор, пока флотилия не достигла Патагонии. 1 апреля 1520 г. он тайно покинул Викторию и перебрался на Сан-Антонио, где нашел себе сторонников среди испанских членов экипажа как противоположность португальцу Магеллану. Вместе с капитаном Консепсьона Гаспаром де Кесадой, штурманом Хуаном Себастьяном Элькано и тридцатью испанскими членами экипажа Картахена захватил Сан-Антонио и объявил судно свободным от командования Магеллана. Офицеры Консепсьона и Виктории присоединились к мятежу, и 2 апреля 1520 г. на флагман экспедиции, Тринидад, было направлено письмо с требованием признать, что флот больше не подчиняется капитан-генералу.
Магеллан подвел Тринидад к Виктории и спустил шлюпку, чтоб доставить свой ответ.
Шлюпка достигла Виктории, и ее экипаж сделал вид, что передает письмо; когда капитан Виктории попытался его взять, его закололи.
Одновременно с этим пятнадцать человек с корабля Магеллана поднялись на борт и атаковали мятежников.
Экипаж Виктории присоединился к ним, и судно было захвачено.
До начала сражения Картахена перешел на Консепсьон и потому временно оставался свободным.
Тем не менее, в руках мятежников оставались только это судно и Сан-Антонио.
Магеллан перегородил своими тремя кораблями устье бухты, в которой стоял флот, и очистил палубы для столкновения с двумя кораблями Картахены.
Сильные ветра в ночь на 2 апреля ослабили якорь Сан-Антонио, и тот беспомощно дрейфовал в сторону Тринидада.
Магеллан приказал сделать бортовой залп, после чего экипаж Сан-Антонио сдался и позволил Магеллану вернуть судно.
Понимая, что мятеж провалился, 3 апреля Картахена последовал его примеру и сдался Консепсьону без сопротивления.

### Последствия
Сорок мятежников Картахены были приговорены к смертной казни, но Магеллан немедленно помиловал их и через несколько дней позволил вернуться к своим обязанностям, сначала (первые несколько дней) в цепях. В отношении главаря Картахены требовались более решительные меры, но Магеллан не хотел казнить близкого родственника Фонсеки. Поэтому 24 августа 1520 г. Картахену и еще одного заговорщика, священника Педро Санчеса де ла Рейну, снабдили небольшим запасом судовых галет и питьевой воды и высадили на острове у побережья Патагонии. Больше о них ничего не было слышно.